# Eduardo Mármol
Eduardo del Mármol y Ballagas (Santiago de Cuba, Cuba, 1823-Morón, Cuba, 19 de junio de 1871) fue un terrateniente y militar cubano del siglo XIX. Primo del Mayor general Donato Mármol y del Brigadier Leonardo Mármol. 

## Orígenes
Nació en la ciudad de Santiago de Cuba, en la costa sudoriental de Cuba, en 1823. Si bien es cierto que otras fuentes indican que nació en la ciudad de Puerto Príncipe (actual Camagüey), la versión más aceptada es que nació en Santiago. 
Procedía de una familia muy adinerada, con numerosas posesiones y tierras, la cual siempre estuvo muy involucrada en conspiraciones separatistas. Su hermana fue la poetisa Adelaida del Mármol Ballagas, quien murió muy joven, en 1857.

## Guerra de los Diez Años
El 10 de octubre de 1868 estalló la Guerra de los Diez Años (1868-1878), primera guerra por la independencia de Cuba. Los primos de Eduardo, los jóvenes Donato y Leonardo Mármol, se unieron inmediatamente al Ejército Libertador de Cuba. 
Sin embargo, Eduardo Mármol se encontraba en su hacienda, en la región de Guantánamo, que todavía no se encontraba en guerra en aquel entonces, por lo que éste partió de inmediato hacia San Luis, donde se encontraban sus primos, para unirse a ellos en la rebelión. 
Ascendido a General de Brigada (Brigadier) en 1869, Eduardo combatió junto al general estadounidense Thomas Jordan. Su primo, el Mayor general Donato Mármol, murió de enfermedad en plena guerra, en 1870.

## Fallecimiento
Gravemente herido de bala el 5 de julio de 1870, fue capturado por el enemigo en Camagüey. Guardó prisión hasta ser fusilado el 19 de junio de 1871, en Morón, actual Provincia de Ciego de Ávila, a la edad de 48 años.
El único miembro de su familia en sobrevivir al fin de la guerra, en 1878, fue su primo, el también Brigadier Leonardo Mármol, quien falleció en 1886. 